# AMC Networks International Central Europe
AMC Networks International Central Europe (fostul Chello Central Europe) este o companie de televiziune cu sediul în Budapesta, Ungaria deținută de AMC Networks International.
Ea operează 30 de canale în Albania, Bosnia și Herțegovina, Bulgaria, Cehia, Croația, Estonia, Germania, Latvia, Lituania, Muntenegru, Polonia, România, Serbia, Slovacia, Slovenia, Ucraina și Ungaria.

## Canale de televiziune
- AMC (Ungaria, Cehia, Slovacia, România, Bulgaria, Serbia, Croația)
- Film Mania (Ungaria, România)
- Film Cafe (Ungaria, România, Polonia)
- Film+ (Cehia, Slovacia)
- JimJam
- Kinowelt TV  (Germania)
- Minimax (Ungaria, Cehia, Slovacia, România, Moldova, Serbia)
- Sport 1 (Ungaria, Cehia, Slovacia)
- Sport 2 (Ungaria, Cehia, Slovacia)
- Sport M (Ungaria)
- Spektrum (Ungaria, Cehia, Slovacia)
- Spektrum Home (Ungaria, Cehia, Slovacia)
- TV Paprika (Ungaria, Cehia, Slovacia, România)
- Sundance TV (Slovenia, Croația, Serbia, Bosnia și Herțegovina, Muntenegru, Bulgaria, Grecia, Cipru, Malta, Polonia)